# Josephine Zehnder-Stadlin
Josephine Zehnder-Stadlin (Zugo, 19 marzo 1806 – Zurigo, 26 giugno 1875) è stata una pedagogista svizzera.

## Biografia
Nata in una famiglia di orientamento liberale, apprese la professione di sarta e fu stimolata intellettualmente da uno zio di sua madre, il dott. Rueppe, grande ammiratore di Johann Heinrich Pestalozzi.
Dopo la morte del padre nel 1829 fondò un istituto privato nella sua casa e in seguito lavorò alla scuola femminile di Yverdon-les-Bains perfezionandosi con i coniugi Johannes e Rosette Niederer.
Nel 1824 si trasferì ad Aarau nell'istituto femminile locale, dove insegnò tedesco, inglese, storia e geografia, e nel 1839 il canton Argovia le concesse il dominio di Olsberg senza interessi per fondare un istituto magistrale femminile, trasferito poi a Zurigo nel 1841. Continuò ad approfondire le sue competenze studiando Friedrich Herbart e Friedrich Beneke e frequentando corsi di psicologia, fisiologia e chimica all'università. Nel 1843 fondò l'Associazione delle educatrici svizzere e creò un seminario per la formazione delle insegnanti. Nel 1845 inoltre fondò la rivista Die Erzieherin. Eine Zeitschrift für weibliche Erziehung, il primo periodico pedagogico destinato alle insegnanti.
Pioniera della formazione dei docenti, nel suo seminario insegnò pedagogia, tedesco e religione, prestando attenzione alla salute fisica e alla coltivazione dell'intuizione. Dopo la chiusura del suo istituto nel 1850, tenne numerose conferenze e fu autrice di opere sulla pedagogia e psicologia, schierandosi a favore dell'istruzione femminile, e raccolse il materiale per un'opera completa su Pestalozzi, elaborata in sette ampi volumi, in cui racconta anche la storia culturale di Zurigo e della Svizzera nel XVIII secolo. Morì nel 1875 dopo una breve malattia.

## Opere
- Die Musterschule am schweizerischen weiblichen Seminar, ein Beitrag zur Begründung einer Schule der Natur und des Lebens (1850)
- Morgengedanken einer Frau (1853)
- Die Erziehung im Lichte der Bergpredigt (1856)
- Pädagogische Beiträge (1863)
- Pestalozzi; Idee und Macht der menschlichen Entwickelung. Thienemann, Gotha 1875